# Dunkelwolke

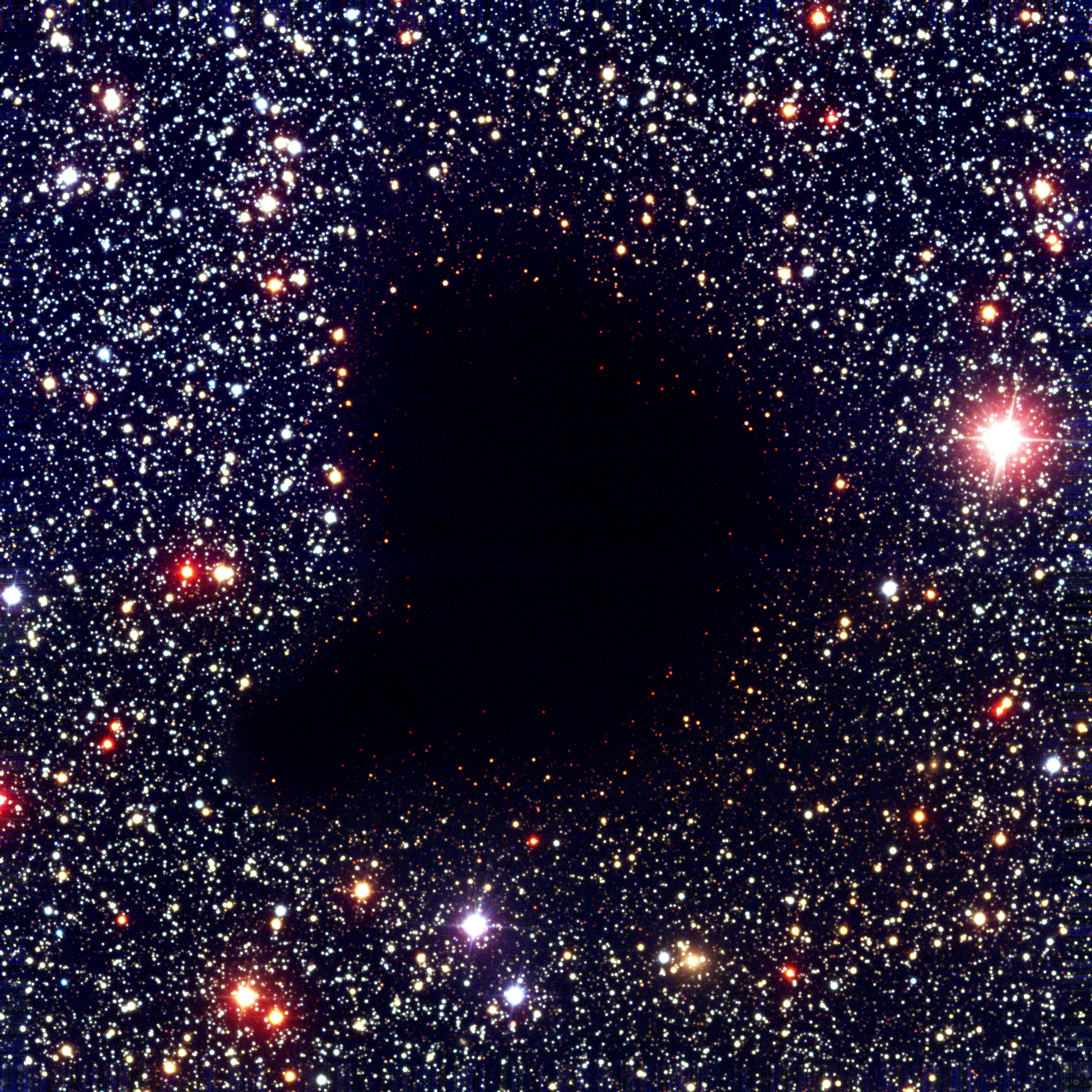
Dunkelwolke Barnard 68

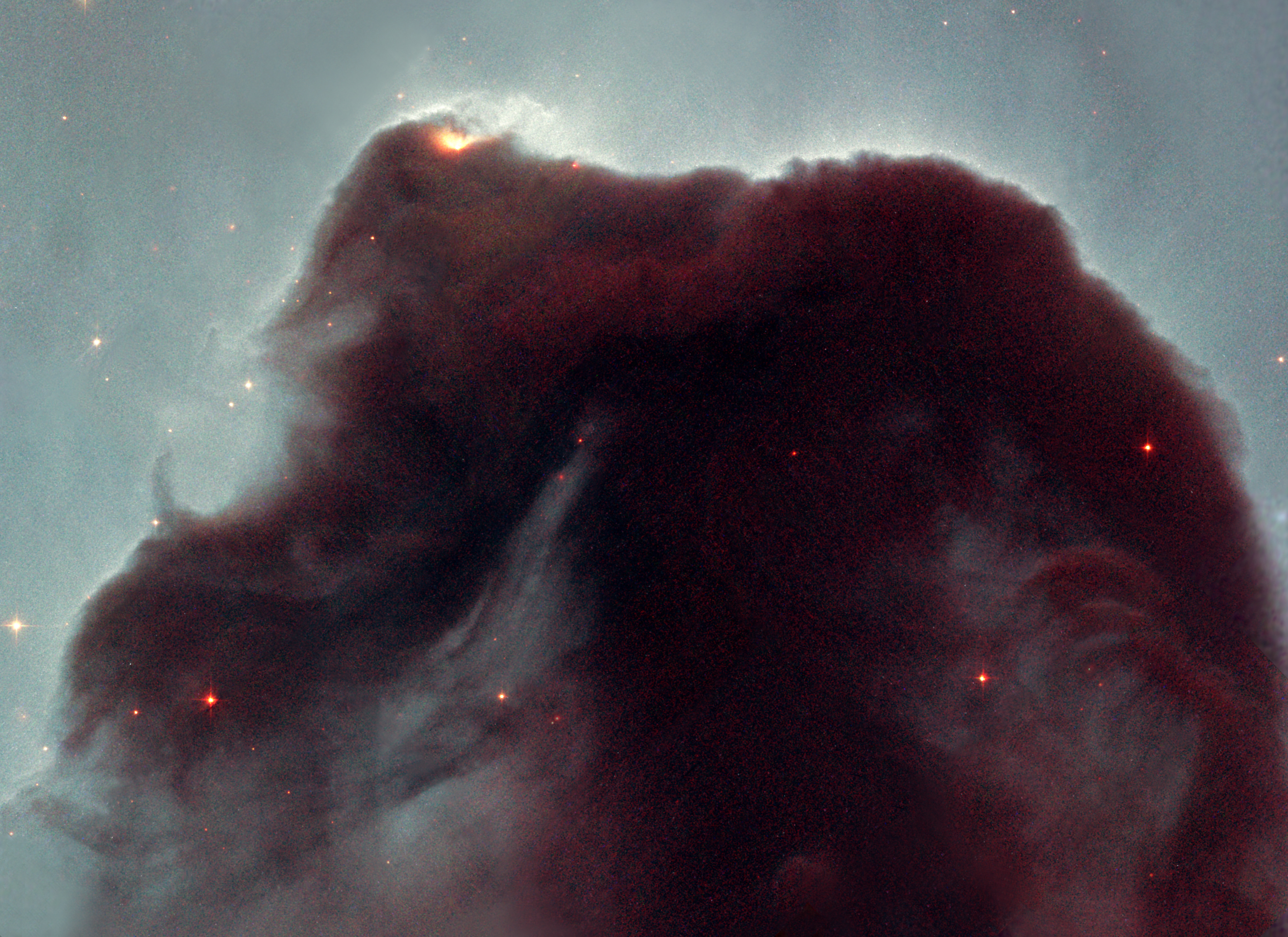
Pferdekopfnebel

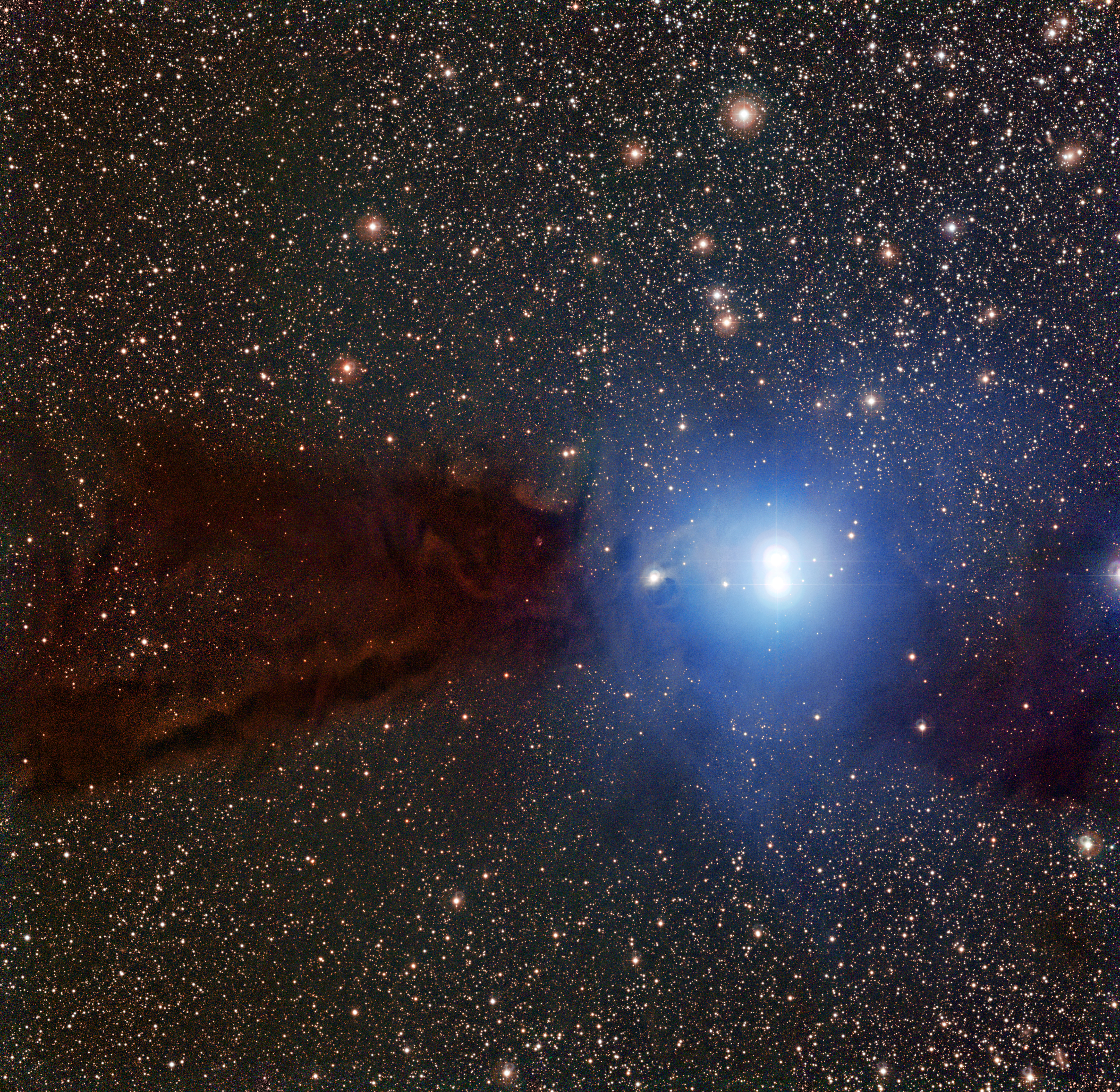
Sternentstehung in der Dunkelwolke Lupus 3

Als Dunkelwolken oder Dunkelnebel werden in der Astronomie große Wolken interstellarer Materie bezeichnet, die das Licht dahinterliegender Objekte absorbieren. Sie lassen sich beobachten, wenn sie Hintergrundsterne abdunkeln oder völlig ausblenden (z. B. Barnard 68), oder wenn sie Teile von Emissions- oder Reflexionsnebeln verdecken (z. B. Pferdekopfnebel).
Die Natur der Dunkelwolken wurde von dem Astronomen Edward Emerson Barnard entdeckt. In dem nach ihm benannten Barnard-Katalog sind über 300 Dunkelwolken verzeichnet, beispielsweise trägt der Pferdekopfnebel die Katalognummer B 33.

## Beschreibung
Die Form solcher Dunkelwolken ist höchst irregulär, ohne klar definierte Außengrenzen und manchmal mit verschlungener Gestalt. Die größten Dunkelwolken sind mit bloßem Auge als dunkle Flecken gegen den helleren Hintergrund der Milchstraße wahrnehmbar. Die deutlichsten Beispiele sind der Kohlensack im Kreuz des Südens und die scheinbare „Teilung“ der Milchstraße zwischen den Sternbildern Schwan und Adler.

## Größenordnung
Der Wasserstoff in diesen undurchsichtigen Wolken liegt in Form von Molekülen vor (Molekülwolken). Die größten Wolken dieses Typs, Riesenmolekülwolken (giant molecular clouds, GMC), sind bis zu 150 Lichtjahre groß. Sie besitzen eine durchschnittliche Dichte von 100 bis 300 Molekülen pro cm³, haben die millionenfache Masse der Sonne und machen damit einen erheblichen Anteil der Masse im interstellaren Medium aus.

## Innerer Aufbau
Molekülwolken bestehen hauptsächlich aus Gas (Gaswolke) und etwas fadenförmigem Staub, können aber auch eine größere Zahl von Sternen einschließen. Die Zentren der Wolken sind im sichtbaren Licht nicht sichtbar, können aber durch die Mikrowellenstrahlung ihrer Moleküle wahrgenommen werden; diese Art der Strahlung wird nämlich vom Staub nicht absorbiert und kann daher aus der Wolke austreten.

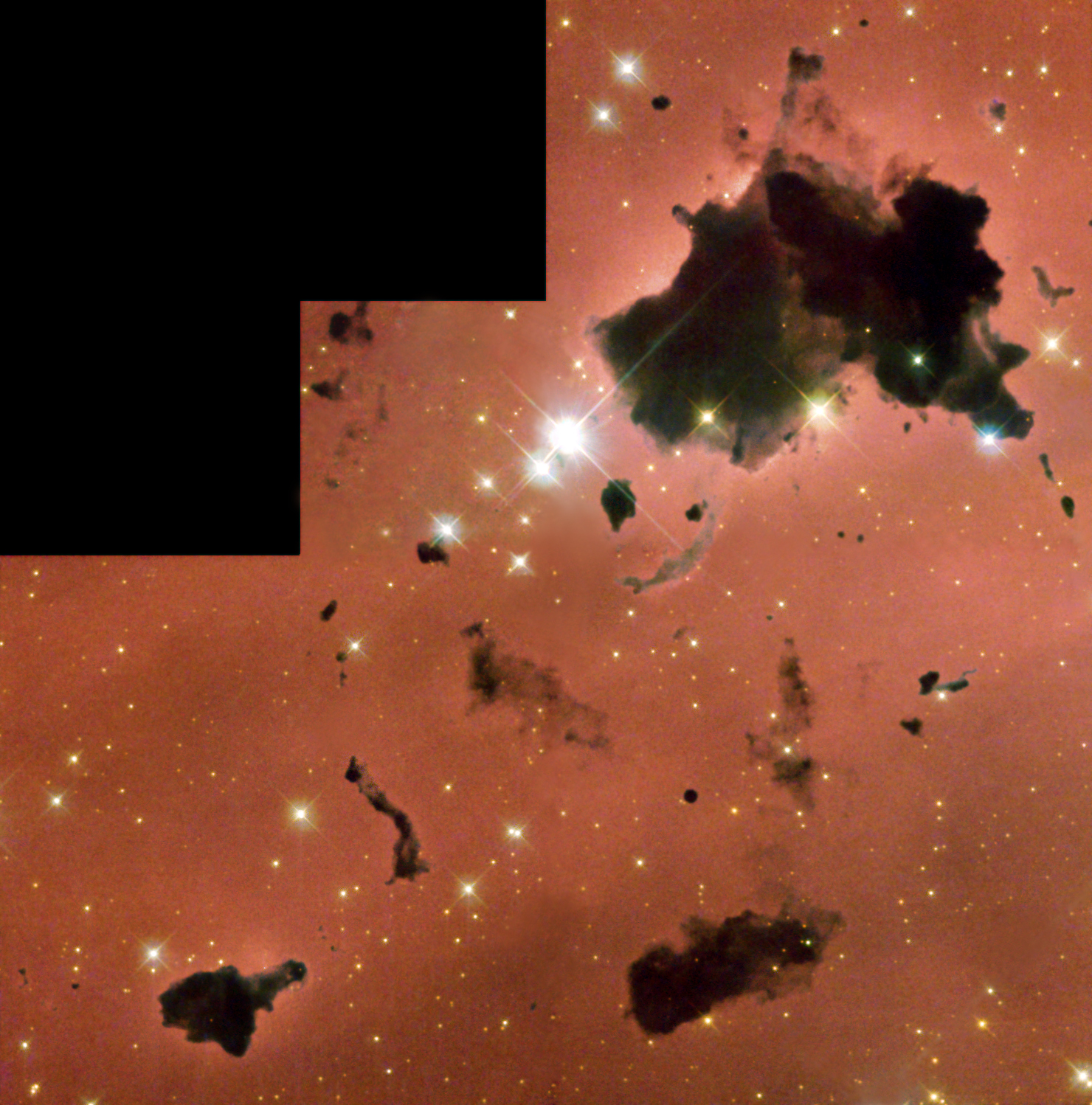
Globule im H-II-Gebiet IC 2944

Die Wolken besitzen ein inneres Magnetfeld, das ihrer Eigengravitation entgegenwirkt. Ihre innere Temperatur beträgt nur 7 bis 15 K. Die Wolken weisen Verdichtungsgebiete unterschiedlichster Größen auf, von Sterngröße bis hin zu Lichtjahre großen Gebilden.

## Zusammenhang mit Sternentstehung
Man vermutet, dass im Inneren von Dunkelwolken hoher Dichte, den Globulen, neue Sterne entstehen. Oft liegen sie auch direkt vor ausgedehnten H-II-Gebieten.

## Einfluss auf vorüberziehende Sterne
Riesenmolekülwolken spielen eine wichtige Rolle in der Dynamik der Galaxis: Zieht ein Stern nahe einer solchen Wolke vorbei, so kann ihre Anziehungskraft eine merkliche Perturbation seiner Raumbewegung verursachen. Nach wiederholten Begegnungen dieser Art besitzt ein Stern mittleren Alters signifikante Geschwindigkeitskomponenten in verschiedene Richtungen, anstelle der fast kreisförmigen Umlaufbahn eines neu entstandenen Sterns um das Zentrum der Milchstraße (junge Sterne haben denselben Orbit wie die GMC, in der sie entstanden sind). Dies verschafft Astronomen ein zusätzliches Werkzeug zur Altersbestimmung von Sternen und hilft, die beobachtbare Dicke der galaktischen Scheibe zu erklären.

### Eintritt des Sonnensystems in eine Dunkelwolke
Eine Dunkelwolke ist eine Wolke aus interstellarem Gas und Staub, die das Sonnensystem an Größe bei weitem übertrifft und bis zu 150 Lichtjahre durchmessen kann. Wenn das Sonnensystem durch einen solchen Nebel driften sollte, könnte der kosmische Staub das Licht der Sterne verdunkeln. Des Weiteren könnte eine Dunkelwolke mit einer Dichte von 100 bis 300 Molekülen pro cm³ die Heliosphäre stark zusammendrücken, wodurch ihre Materie bis ins Innere des Sonnensystems gelangen und sogar die Sonne verdunkeln könnte. Dies könnte die Photosynthese stören oder verunmöglichen. Einige Forscher vermuten einen derartigen „Nebel-Winter“ hinter vergangenen Eiszeiten und Massensterben.